# Ron Curry
Pour les articles homonymes, voir Curry (homonymie).
Ron Curry, né le 7 février 1970 à Bloomington en Illinois (États-Unis) et mort le 2 octobre 2018 à Chandler dans l'Arizona, est un joueur américain de basket-ball ayant joué en France de 1993 à 1997. Il mesure 2,03 m.

## Carrière

### Universitaire
- 1989-1990 :  Wildcats de l'Arizona (NCAA 1)
- 1990-1993 :  Golden Eagles de Marquette (NCAA 1)

### Clubs
- 1993-1995 :  ASVEL Villeurbanne (Pro A)
- 1995-1996 :  Cholet Basket (Pro A)
- 1996 :  Lightning de Rockford
- 1996-1997 :  Strasbourg (Pro A)
- 1997-1998 :  Hapoël Galil Elyon (Ligat HaAl)
- 1998 :  Cantabria Baloncesto (Liga ACB)
- 1999 :  Boca Juniors (LNB)
- 1999-2000 :  Bnei Herzliya

## Palmarès
- Finaliste de la Coupe d'Israël : 1998

### Distinction personnelle, record
- 26 rebonds avec Villeurbanne le 3 décembre 1994 contre Dijon[3].